# 大窑龙泉窑遗址
大窑龙泉窑遗址位于中国浙江省丽水市龙泉市小梅镇大窑村及周边，1988年被列入第三批全国重点文物保护单位。2013年大窑村南侧一山之隔的上垟窑址（属庆元县）作为第七批全国重点文物保护单位合并项目并入。2019年源口窑遗址作为第八批全国重点文物保护单位合并项目并入。

## 大窑村窑址
大窑村下属的四个自然村是龙泉青瓷的发源地和中心产区，大窑村窑址群确定的窑址超过80处。
- 大窑枫洞岩窑址
- 大窑枫洞岩窑址

## 上垟窑址
上垟窑址位于浙江省丽水市庆元县竹口镇上洋村上洋溪沿线两岸山坡，属龙泉窑系窑址。1997年8月29日列入浙江省文物保护单位，2013年5月归入第三批全国重点文物保护单位大窑龙泉窑遗址。

### 分布
共有窑址8处，每处窑址又拥有多条窑床。分布范围约10万平方米。

### 特征
器形有碗、盘、洗、壶、瓶、罐、盏托、烛台、粉盒等。釉色为青釉，有淡青、青黄、豆青、粉青、青灰、水青等。采用刻、划、印三种装饰手法，多为折扇、莲瓣、荷花、蕉叶、水波、缠枝花等题材。烧制工艺水平较高，以北宋早期的淡青釉瓷最具代表性。

## 源口窑遗址
源口窑创烧于宋、元，是元代龙泉青瓷生产的一处重要窑场，现遗址面积约4000平方米。2019年，中华人民共和国国务院将其作为“与现有全国重点文物保护单位合并的项目”，并入大窑龙泉窑遗址。